# 蘭達考古博物館
35°40′37″N 10°52′38″E / 35.67694°N 10.87722°E
蘭達考古博物館（阿拉伯语：المتحف الأثري بلمطة）是一家位於突尼西亞蘭達鎮的公立博物館。
其館藏主要是針對城市中迦太基文化和的羅馬時期史，包括部分馬賽克、陪葬家具、陶器和數個大理石雕塑。本館建在海岸旁，位於蘭達的西北與萊比提米紐斯遺跡（Leptiminus）東北方，於1992年對外開放。、進入博物館的區域後，首先是一個花園、同時有一個羅馬溫泉（英語：caldarium）的古蹟。

在博物館的建築區中，總共可以從建築物的內圈花園看到三個展示廳：第一個展示廳陳列腓尼基時期的木製祭祀用墓碑、陶器與瓷器；接下來的展示間，則是羅馬時期刻有銘文的浮雕、皇帝圖拉真的雕像、以及基督教的浮雕可以看見有大理石浮雕裝飾的耶穌基督，被如聖保羅、以及聖彼得等徒弟所包圍著。建於拜占庭時期，呈現維納斯以及其他季節女神的馬賽克；這些馬賽克據考察是來自這座城市在羅馬時期的一座奢華豪宅。最後一個展示廳，則是與美國密西根大學合作，呈現考古學的各種面向的展覽，在1994年五月正式開放，來自附近十餘公里外的烏茲塔馬賽克遺跡、祭祀石柱、以及基督教時期的陶器與馬賽克，都在此展覽廳不偏倚的展出。

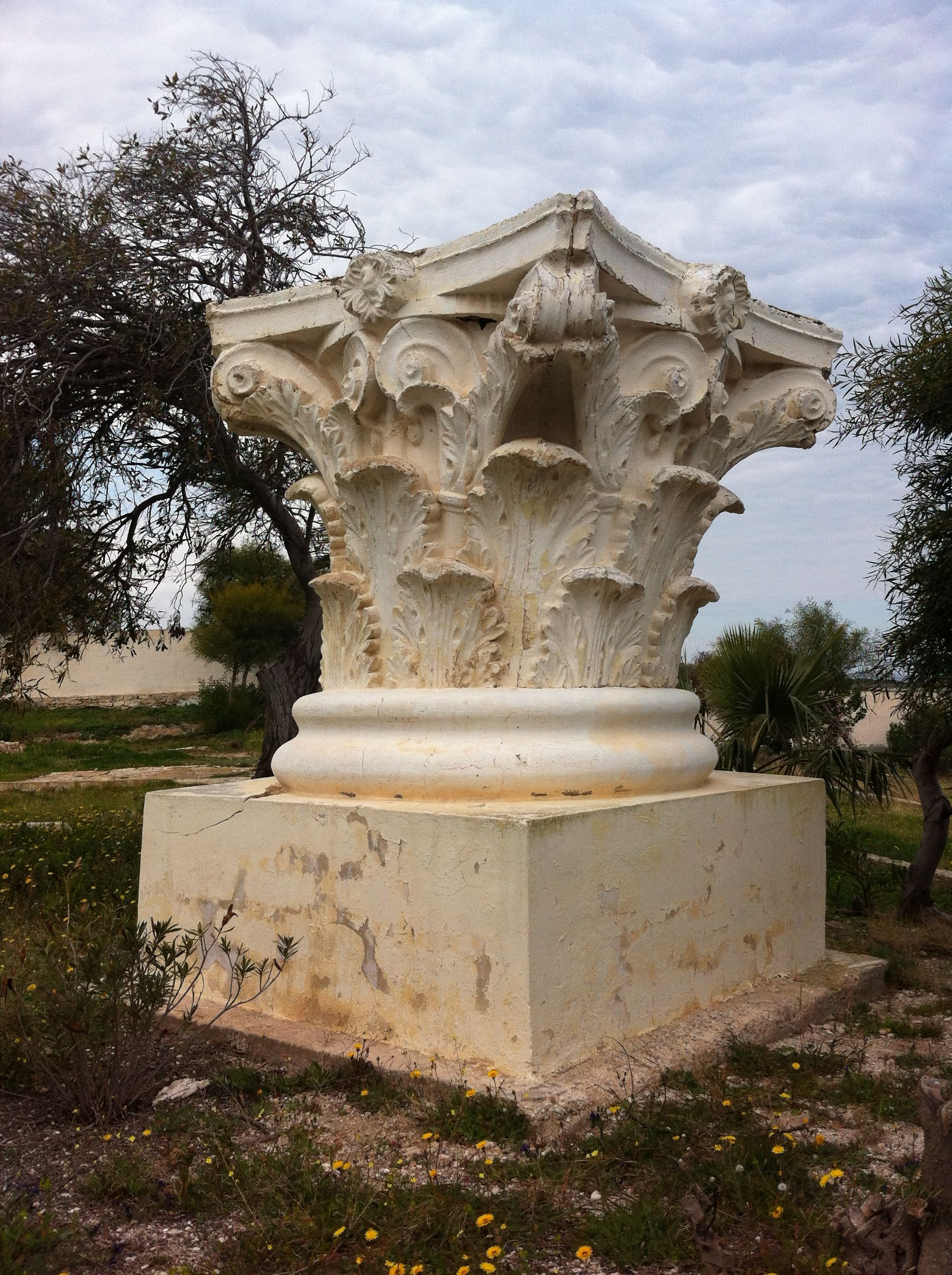
某段羅馬石柱的頂邊與基底
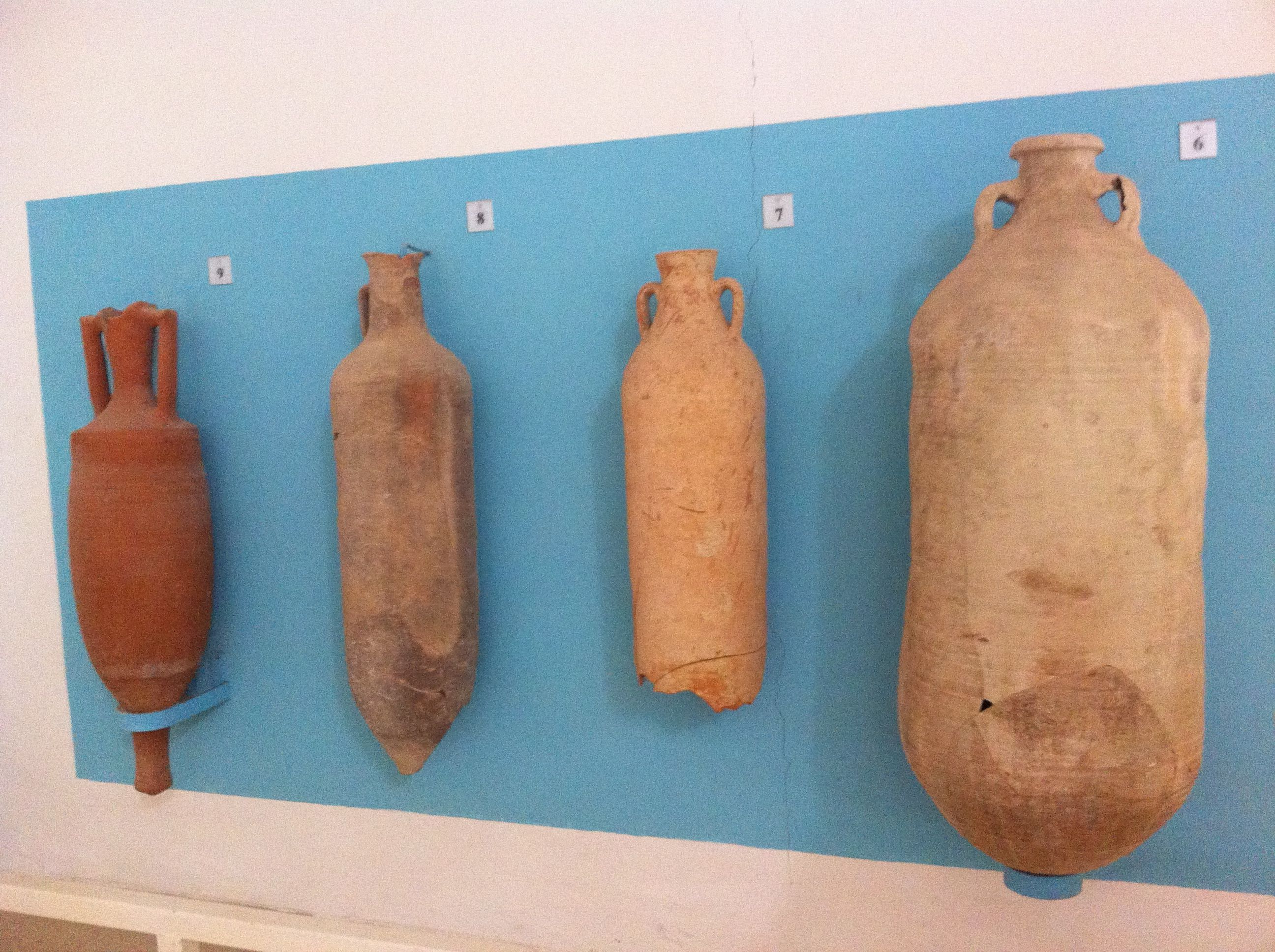
羅馬時期的陶罐
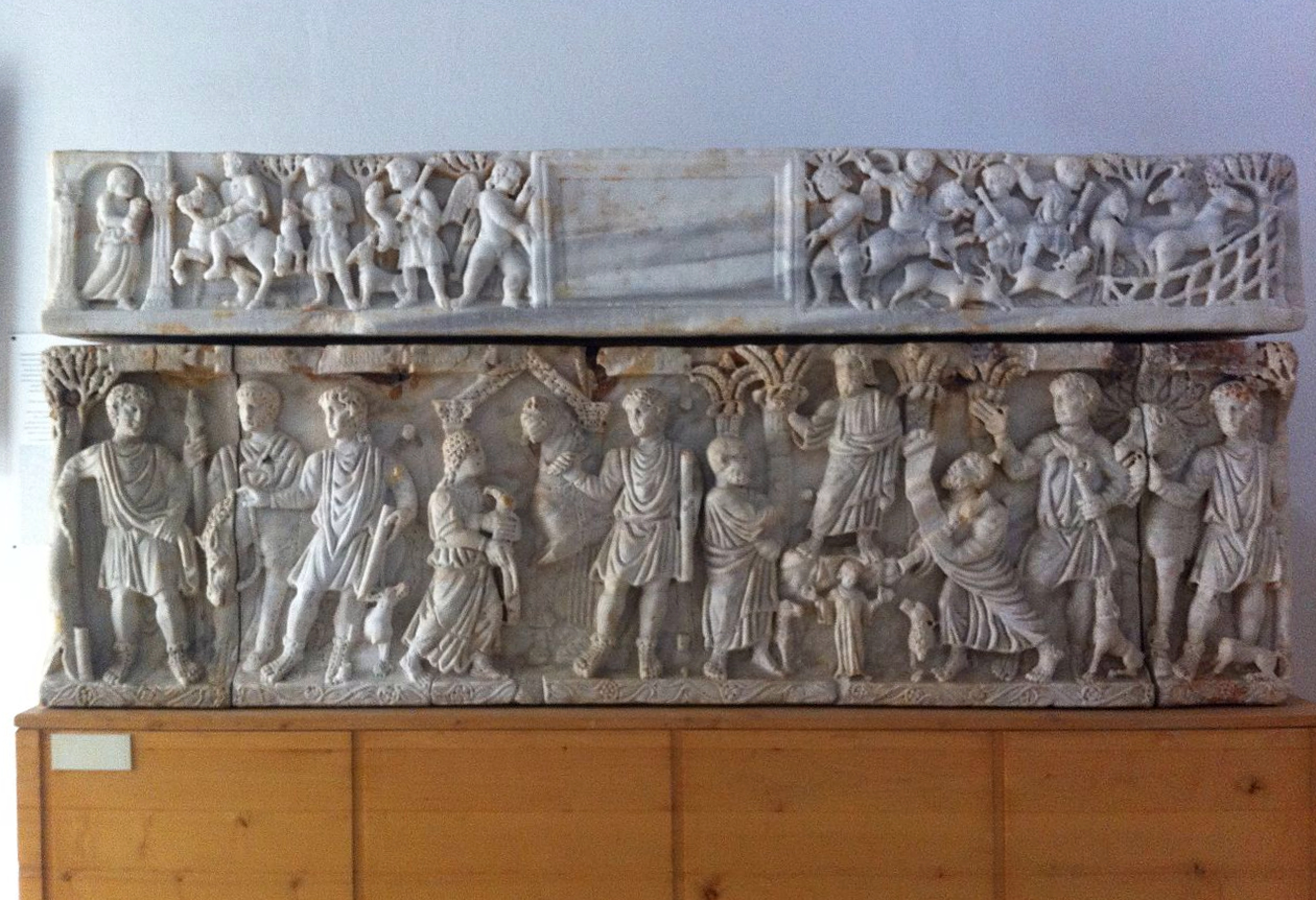
羅馬時期的陶罐

## 外部連結
- 维基共享资源上的相關多媒體資源：蘭達考古博物館